# John Henderson (Dartspieler)
John Henderson (* 4. Mai 1973 in Huntly) ist ein professioneller schottischer Dartspieler. Er spielt bei Turnieren der Professional Darts Corporation (PDC). In Anlehnung an seine Herkunft trägt er den Spitznamen Highlander und läuft zu Rockin’ All over the World von Status Quo ein.

## Karriere

### 2003–2010: Zeit bei der BDO
John Hendersons erster Achtungserfolg im Profidartsport war die Qualifikation für die UK Open 2003, nachdem er im UK Open Scottish Regional Final die Runde der letzten 32 erreichte. Bei seinem ersten Major-Auftritt überhaupt überstand Henderson dann die Vorrunde mit 5:4 gegen Paul Amos, schied in seinem zweiten Spiel dann aber ohne Leggewinn gegen Bill Burksfield aus.
Daraufhin begann Henderson ab 2004 die Turniere der British Darts Organisation zu spielen. Im Juni 2004 sorgte er auch bereits für seinen ersten Titelgewinn, indem er im Finale der Scottish Masters Ross Montgomery besiegen konnte. Seine erste Teilnahme bei den World Masters im Oktober beendete er allerdings ohne Sieg.
Über den World Championship Qualifier qualifizierte sich Henderson für seine erste Darts-WM. Bei der BDO World Darts Championship 2005 gewann er in der ersten Runde mit 3:0 in Sätzen gegen Stephen Bunting, schied jedoch in Runde zwei gegen den späteren Finalisten Martin Adams mit 2:3 aus.
In den folgenden Jahren etablierte sich Henderson dann in der BDO, unter anderem durch erste Siege beim World Masters und einem Finale bei den British Open 2007, bevor er das Turnier im Jahr darauf sogar gegen Gary Anderson gewinnen konnte. 2009 war er außerdem siegreich bei den German Open, wo er im Finale mit 3:2 in Sätzen gegen Stephen Bunting gewann. Eine Woche später wurde er zusätzlich schottischer Darts-Meister. Im August folgten Turniersiege bei den Belgium Open und den Didam Open. Außerdem nahm er erstmals am WDF World Cup sowie am Zuiderduin Masters teil, war jedoch in beiden Turnieren wenig erfolgreich.
Bis zu einer weiteren WM-Teilnahme sollte es für den Highlander allerdings bis 2010 dauern. Bei dem Turnier gewann er in der ersten Runde mit 3:1 in Sätzen gegen Mareno Michels und schied daraufhin mit 1:4 gegen Scott Waites aus.
Im März gewann Henderson die Hal Open. Über den Wild Card Qualifier qualifizierte sich Henderson für sein zweites PDC-Major, den Grand Slam of Darts 2010. Hier traf er in seiner Vorrundengruppe auf Terry Jenkins, Mervyn King und Stacy Bromberg, konnte allerdings nur gegen Letztere schied somit als Gruppendritter aus.
Sein letztes BDO-Turnier war im Dezember 2010 das Zuiderduin Masters, welches er ohne Sieg beendete.

### 2011–2013: Gewinn der Tour Card und World Grand Prix-Viertelfinale
Im Januar 2011 nahm Henderson an der erstmals ausgetragenen PDC Qualifying School teil und konnte am dritten Tag eine PDC Tour Card erringen, mit der er teilnahmeberechtigt für die PDC Pro Tour war. Gleich bei seinem ersten Pro Tour-Event, dem PDPA Players Championship Germany 1, schaffte er es bis ins Halbfinale und schied auch Tags darauf erst im Viertelfinale aus. Beim PDPA Players Championship Derby 1 glänzte Henderson außerdem mit einem 9-Darter.
Bei seiner zweiten Teilnahme an den UK Open gewann Henderson zwei Spiele, bevor er mit 3:9 an Wes Newton scheiterte. Über die Players Championship Order of Merit qualifizierte er sich daraufhin für das World Matchplay 2011, bei dem er in der ersten Runde mit 10:7 gegen Colin Lloyd gewinnen konnte, bevor er mit 11:13 gegen Andy Hamilton ausschied. Auch beim World Grand Prix durfte Henderson teilnehmen und spielte sich hier nach Siegen über Justin Pipe und Wes Newton sogar ins Viertelfinale, welches er allerdings gegen Brendan Dolan verlor.
Bei den Players Championship Finals, dem letzten Turnier vor der PDC-WM, schied Henderson in Runde eins gegen Justin Pipe aus.
Für die PDC World Darts Championship 2012 war Henderson über die Players Championship Order of Merit erstmals qualifiziert. In der ersten Runde wurde ihm Ex-Weltmeister John Part zugelost, gegen den er mit 0:3 in Sätzen verlor.
Der Beginn des Jahres 2012 verlief daraufhin wenig erfolgreich für Henderson. Bei den UK Open im Juni überstand Henderson zwei Runde, bevor er gegen Colin Osborne ausschied. Aufgrund der ausbleibenden Erfolge verpasste er außerdem alle weiteren Majors des Jahres und konnte seine Tour Card nur knapp halten.
Zu Beginn des Jahres 2013 qualifizierte sich Henderson erstmals für ein Event der European Darts Tour. Beim UK Masters musste er allerdings bereits nach Runde eins Turnier verlassen. Genauso erging es ihm auch bei der European Darts Trophy. Erst bei den Austrian Darts Open konnte er einen Sieg gegen Richie Burnett einfahren, schied dann aber gegen Steve Beaton aus.
Bei den UK Open 2013 war Henderson dann erstmals wieder wirklich erfolgreich. Nach Siegen über Dave Place, Scott Rand und Kevin McDine spielte er sich bis ins Achtelfinale, welches er mit 4:9 gegen James Wade verlor. Bei der Gibraltar Darts Trophy zwei Wochen später stand Henderson ebenfalls im Achtelfinale. Beim Players Championships Nr. 11 erreichte er außerdem erstmals wieder ein Pro Tour-Viertelfinale.
Nicht zuletzt auch deshalb qualifizierte sich Henderson über die PDC Pro Tour Order of Merit für die PDC World Darts Championship 2014. Hier traf er in der ersten Runde auf den als Nummer 7 der Welt gesetzten Dave Chisnall und konnte ihn sensationell mit 3:2 bezwingen, indem er kurz vor dem Last-Leg-Decider 67 Punkte über 17, 10 und Doppel-20 checkte. In der zweiten Runde traf er dann auf Mark Webster und erlebte erneut ein Spiel, welches im letzten Satz entschieden wurde. Diesmal entschied diesen jedoch sein Gegner mit 5:3 für sich.

### 2014–2016: European Tour-Finale und Aufstieg in die Top 32
Bei den UK Open 2014 schied Henderson bereits nach seinem ersten Spiel aus. Dafür erreichte er im April bei den German Darts Masters durch Siege gegen Steve Hine, Peter Wright und Simon Whitlock das Viertelfinale. Dort war Adrian Lewis aber zu stark für ihn und gewann mit 6:2. Henderson qualifizierte sich daraufhin noch für drei weitere European-Tour-Events, kam jedoch nicht über Runde zwei hinaus.
Bei der PDC World Darts Championship 2015 traf Henderson in Runde eins auf Vincent van der Voort, gegen den er knapp mit 2:3 in Sätzen verlor.
Die UK Open beendete Henderson mit einem Achtelfinaleinzug, nachdem er unter anderem Daryl Gurney im Last-Leg-Decider besiegen konnte. Verloren hat er schließlich gegen Finalist Peter Wright.
Im April 2015 erreichte Henderson erstmals das Finale eines Pro-Tour-Events. Bei den German Darts Masters gewann er zunächst gegen Cristo Reyes, bevor er auch Michael Smith, Andrew Gilding, Brendan Dolan und Adrian Lewis besiegen konnte. Erst die Nummer eins der Welt Michael van Gerwen konnte den Highlander stoppen, auch wenn das Finale über die volle Distanz von 11 Legs gehen musste.
Es folgte außerdem ein Halbfinale beim Players Championship Nummer 8 sowie zwei European-Tour-Zweitrundenteilnahmen, wodurch er sich wieder für das World Matchplay sowie den World Grand Prix qualifizierte. Bei beiden Turnieren war jedoch bereits nach der ersten Runde Schluss.
Bei der European Darts Championship zog Henderson zum zweiten Mal in seiner Karriere in ein Major-Viertelfinale ein. Hierfür besiegte er zuerst im schottischen Duell Robert Thornton mit 6:4, bevor er sich gegen den Österreicher Rowby-John Rodriguez mit 10:2 durchsetzen konnte. Erst Peter Wright konnte ihn mit 10:4 besiegen.
Bei den Players Championship Finals schied Henderson in Runde eins aus. Das selbige passierte ihm auch bei der PDC World Darts Championship 2016, bei der er erstmals Teil der Nummer 32 der PDC Order of Merit gesetzt war. Er verlor gegen Darren Webster mit 1:3 in Sätzen.
Das Jahr 2016 begann für Henderson mit einem Halb- und einem Viertelfinale bei den UK Open Qualifiers. Bei den anschließenden UK Open gewann er ein Spiel.
Es folgten ein Achtelfinaleinzug beim European Darts Matchplay und ein Halbfinale beim Players Championship Nummer 14. Diese Leistungen reichten jedoch nicht aus, um sich für die über das Jahr verteilten Major-Turniere wie World Matchplay und European Darts Championship zu qualifizieren. Erst bei den Players Championship Finals 2016 durfte Henderson wieder starten, verlor jedoch gegen Ron Meulenkamp.
Bei der PDC World Darts Championship 2017 war Henderson als nachrückende Nummer 31 der Welt gesetzt und traf auf Andrew Gilding, gegen den er mit 2:3 in Sätzen verlor.

### 2017–2018: Erfolge auf der Pro Tour und Grand Prix-Halbfinale
Nach einem Viertelfinale bei den European Darts Trophy und dem Players Championship Nummer 15 stand Henderson wieder weit genug vorne in der PDC Pro Tour Order of Merit um sich für das World Matchplay zu qualifizieren. Er traf in der ersten Runde auf Mensur Suljović und verlor mit 4:10.
Es folgten zwei weitere Viertelfinals auf der Pro Tour (Dutch Darts Masters und Players Championship Nummer 20), bevor Henderson auch beim World Grand Prix 2017 teilnehmen konnte. Hierbei erreichte er sein bisher bestes Ergebnis bei einem Major-Event.
Es begann für Henderson mit einem besonderen Erlebnis, als er die Nummer eins der Welt Michael van Gerwen mit 2:1 in Sätzen aus dem Turnier war. In der zweiten Runde traf er auf Alan Norris, gegen den er ebenfalls nur einen Satz abgab und zum dritten Mal in seiner Karriere in ein Major-Viertelfinale einzog. Dort war sein Gegner der ehemalige Weltmeister Raymond van Barneveld, welcher sich jedoch nicht gegen den Highlander durchsetzen konnte und so gewann Henderson mit 3:1 und zog ins Halbfinale ein. Hier war sein Gegner Daryl Gurney jedoch eine Nummer zu stark für ihn und er verlor mit 1:4.
Die Players Championship-Saison beendete er mit einem weiteren Viertelfinale, bevor er bei der European Darts Championship in der ersten Runde ausschied. Bei den Players Championship Finals zog er zumindest in die zweite Runde ein, durch die bereits vorher erzielten Erfolge kam Henderson bei der PDC World Darts Championship 2018 in die bisher beste Ausgangsposition seiner Karriere. Gesetzt als Nummer 29 der Welt traf er in der ersten Runde auf den skandinavischen Qualifikanten Marko Kantele, gegen den er keine Mühe hatte und mit 3:0 in die zweite Runde einzog. Dort besiegte er die Nummer 4 der Welt Daryl Gurney mit 4:2 in Sätzen und zog erstmals ins WM-Achtelfinale ein, in dem er gegen den späteren Turniersieger und Weltmeister Rob Cross mit 1:4 verlor.
Die UK Open Qualifiers 2018 schloss Henderson mit einem Halbfinaleinzug ab, beim Turnier selbst gelang ihm allerdings kein Sieg.
Dazu kamen drei Viertelfinale bei den Players Championships, allerdings auch das Ausscheiden in Runde eins des World Matchplays sowie des World Grand Prix und den Players Championship Finals.
Bei der PDC World Darts Championship 2019 war Henderson als Nummer 23 der PDC Order of Merit in der zweiten Runde gesetzt. Dort traf er auf Gabriel Clemens und konnte mit 3:2 in Sätzen gewinnen. In der zweiten Runde verlor er dann mit 2:4 gegen Michael Smith.

### 2019 bis heute: Erster Major-Titel und Verlust der Tour Card
2019 spielte Henderson seine erfolgreichste Players Championship-Saison. Insgesamt fünfmal kam er ins Viertelfinale und einmal ins Halbfinale. Auch ein Achtelfinale bei den German Darts Open zählte zu seinen Erfolgen auf der Pro Tour. Weniger Erfolg hatte er allerdings bei den Major-Turnieren. Sowohl bei den UK Open, als auch dem World Matchplay und dem World Grand Prix schied er in der ersten Runde aus.
Dieser Negativtrend konnte bei den Players Championship Finals gestoppt werden, indem er nach Siegen über Ryan Joyce und Simon Whitlock ins Achtelfinale einzog, welches er mit 5:10 gegen Chris Dobey verlor.
Auch bei der PDC World Darts Championship 2020 war Henderson in Runde zwei gesetzt und gewann sein erstes Spiel mit 3:0 gegen James Richardson, allerdings konnte er daraufhin in der dritten Runde gegen Gerwyn Price keinen Satz gewinnen.
Bei den darauffolgenden Players Championships 2020 gelang Henderson gerade mal ein Viertelfinaleinzug. Aufgrund der COVID-19-Pandemie und dem damit einhergehenden Wegfall vieler Ranglistenturniere konnte Henderson diesen Leistungsabfall auch nicht mehr korrigieren und qualifizierte sich nur ganz knapp für die PDC World Darts Championship 2021. Zuvor hatte er allerdings die Ehre sein Heimatland Schottland beim World Cup of Darts zu vertreten, da die beiden größten schottischen Spieler Peter Wright und Gary Anderson während der Pandemie die Britische Insel nicht verlassen wollten. Gemeinsam mit Robert Thornton gewannen sie in der ersten Runde gegen das japanische Team, bevor sie gegen die späteren Titelträger aus Wales ausschieden.
Bei der PDC World Darts Championship 2021 traf Henderson in der ersten Runde auf Marko Kantele, welchen er knapp mit 3:2 besiegen konnte. In der zweiten Runde ließ ihm jedoch Jonny Clayton keine Chance auf ein Weiterkommen und er verlor mit 1:3.
Beim World Cup of Darts 2021 nahm Henderson erneut als Ersatz für Gary Anderson an der Seite von Peter Wright teil. Sie erreichten gemeinsam das Finale, welches sie mit 3:1 gegen Österreich gewannen. Damit gewann Schottland zum zweiten Mal das Turnier und es war zugleich Hendersons erster Major-Erfolg bei der PDC. Durch den Turniersieg qualifizierte sich Henderson für den Grand Slam of Darts 2021. Trotz eines 5:2-Sieges gegen Lisa Ashton reichte es aufgrund zweier Niederlagen nicht zum Erreichen der K.-o.-Phase.
Ende des Jahres 2022 musste Henderson zum ersten Mal in seiner Karriere seine Tour Card abgeben. Er versuchte daraufhin bei der Q-School 2023, sich diese zurückzuholen. Dabei durfte er direkt in der Final Stage starten. Mit insgesamt drei Punkten für die Rangliste gelang ihm dies jedoch nicht, womit er 2023 abseits der Pro Tour verbringen muss.
Daraufhin trat Henderson vermehrt bei der PDC Challenge Tour 2023 an und avancierte dort schnell zu einem der Top-Spieler. Ein erstes Viertelfinale am ersten Wochenende wurde schnell gefolgt von einem Sieg beim Turnier Nummer sieben, das er nach einem 5:3 im Finale gegen Ron Meulenkamp für sich entschied.
Als Associate Member Qualifier qualifizierte sich Henderson für zwei European-Tour-Events und spielte sich dabei bei den Austrian Darts Open 2023 in die zweite Runde. Außerdem rückte er mehrfach in das Teilnehmerfeld der Players Championships 2023 auf.
Mit dem Beenden des 50. Lebensjahres war Henderson ab diesem Jahr auch bei der World Seniors Darts Tour spielberechtigt. Dabei machte er erstmals im Juli auf sich aufmerksam, als er das LP Metal Detecting Series 4-Turnier gegen Mark Dudbridge im Finale knapp nicht für sich entschied. Es folgte allerdings eine Einladung zum World Seniors Darts Matchplay 2023, bei dem er Anfang September sein Seniors Major-Debüt gab. In der ersten Runde traf er dabei auf David Cameron und unterlag mit 4:8.
Beim letzten Challenge Tour-Wochenende Ende Oktober gewann Henderson dann das Turnier Nummer 20 im Finale gegen Lukas Wenig. Damit rückte für ihn die Tourkarte und die Teilnahme an der WM 2024 in greifbare Nähe, was er mit einer weiteren Finalteilnahme bei Event 22 nochmal unterstrich. Im letzten Event Nummer 24 schied Henderson dann aber früh aus und da sein direkter Konkurrent um Platz zwei in der Order of Merit Owen Bates, das Finale des Turniers erreichte, überholte dieser Henderson noch um 175 Pfund. Henderson blieb somit als Drittplatzierter hinter Berry van Peer und Bates zurück und verpasste die Qualifikation für WM und Pro Tour.
Aufgrund seiner guten Platzierung durfte Henderson bei der Q-School 2024 aber zumindest in der Final Stage starten. In dieser gewann er insgesamt vier Spiele, jedoch nur einen Punkt für die Rangliste und schaffte es somit nicht, sich eine Tour Card zu sichern. Somit spielte Henderson erneut die Challenge Tour und die Turniere der World Seniors Darts Tour 2024, da er als nun 50-jähriger für die Turniere zugelassen war. So wurde er auch direkt zur World Seniors Darts Championship 2024 eingeladen, wo er nach Siegen über Trina Gulliver, Kevin Painter, Andy Hamilton und Jim Long ins Finale einzog, dass er mit 5:0 klar gegen Colin McGarry gewann und somit der zweite Senioren-Weltmeister im Darts wurde.
Bei den UK Open 2024 gewann Henderson seine Spiele gegen Kevin Burness und Dom Taylor, bevor er in Runde drei gegen Gian van Veen unterlag. Auf der Challenge Tour zeigte er weiterhin gute Leistungen, so dass er auf die Turniere der Players Championships nachrückte. Im März verlor Henderson sein Auftaktmatch beim Champion of Champions gegen Andy Hamilton. Beim World Seniors Darts Matchplay errang Henderson Siege über Tony O’Shea, David Cameron und Richie Howson, bevor er im Finale Leonard Gates mit 9:6 schlagen konnte und somit seinen nächsten Major-Titel auf der Seniors Tour einfuhr. Auch beim World Seniors Darts Masters war Henderson daraufhin dabei. Er besiegte hier Scott Mitchell, Matt Clark und Paul Hogan, bevor es im Finale zu einem spannenden und umkämpften Match gegen Robert Thornton kam. Henderson gewann die Partie in der Verlängerung mit 6:5 und erreichte so den Sieg bei drei Major-Turnieren von vier auf der Seniors Tour. Seine Challenge Tour-Saison beendete Henderson auf Rang elf, was ausreicht um bei der Q-School 2025 erneut in der Final Stage starten zu dürfen.
Für die Q-School war Henderson daraufhin auch wieder gemeldet. Er errang dabei sechs Punkte in der Rangliste und gewann nur wegen einer schlechteren Legdifferenz keine Tour Card.

## Titel

### PDC
- Majors
  - World Cup of Darts: (1) 2021
- Secondary Tour Events
  - PDC Challenge Tour
    - PDC Challenge Tour 2023: 7, 20

### WSD
- Majors
  - World Seniors Darts Championship: (1) 2024
  - World Seniors Darts Matchplay: (1) 2024
  - World Seniors Darts Masters: (1) 2024

## Weltmeisterschaftsresultate

### BDO
- 2005: Achtelfinale (2:3-Niederlage gegen  Martin Adams)
- 2010: Achtelfinale (1:4-Niederlage gegen  Scott Waites)

### PDC
- 2012: 1. Runde (0:3-Niederlage gegen  John Part)
- 2014: 2. Runde (3:4-Niederlage gegen  Mark Webster)
- 2015: 1. Runde (2:3-Niederlage gegen  Vincent van der Voort)
- 2016: 1. Runde (1:3-Niederlage gegen  Darren Webster)
- 2017: 1. Runde (2:3-Niederlage gegen  Andrew Gilding)
- 2018: Achtelfinale (1:4-Niederlage gegen  Rob Cross)
- 2019: 3. Runde (2:4-Niederlage gegen  Michael Smith)
- 2020: 3. Runde (0:4-Niederlage gegen  Gerwyn Price)
- 2021: 2. Runde (1:3-Niederlage gegen  Jonny Clayton)

### WSD
- 2024: Sieger (5:0-Sieg gegen  Colin McGarry)
- 2025: Viertelfinale (1:3-Niederlage gegen  Derek Coulson)